# Авансак
Аванса́к (фр. Avensac) — коммуна во Франции, находится в регионе Юг — Пиренеи. Департамент — Жер. Входит в состав кантона Мовзен. Округ коммуны — Кондом.
Код INSEE коммуны — 32021.

## География
Коммуна расположена приблизительно в 570 км к югу от Парижа, в 55 км северо-западнее Тулузы, в 33 км к северо-востоку от Оша.
На востоке коммуны протекает река Жимон.

## Климат
Климат умеренно-океанический. Лето жаркое и немного дождливое, температура часто превышает 35 °С. Зимой часто бывает отрицательная температура и ночные заморозки. Годовое количество осадков — 700—900 мм.

## Население
Население коммуны на 2010 год составляло 61 человек.
| 1962 | 1968 | 1975 | 1982 | 1990 | 1999 | 2010 |
| ---- | ---- | ---- | ---- | ---- | ---- | ---- |
| 100  | 98   | 78   | 62   | 43   | 48   | 61   |

## Администрация
| Период | Период | Фамилия         | Партия        | Примечания |
| ------ | ------ | --------------- | ------------- | ---------- |
| 2001   | 2020   | Мишель Таррибль | Разные правые |            |

## Экономика
В 2010 году среди 37 человек трудоспособного возраста (15-64 лет) 29 были экономически активными, 8 — неактивными (показатель активности — 78,4 %, в 1999 году было 65,4 %). Из 29 активных жителей работали 26 человек (14 мужчин и 12 женщин), безработных было 3 (1 мужчина и 2 женщины). Среди 8 неактивных 3 человека были учениками или студентами, 4 — пенсионерами, 1 был неактивным по другим причинам.

## Достопримечательности
- Замок Авансак (XIV век). Исторический памятник с 1983 года[4]

## Фотогалерея

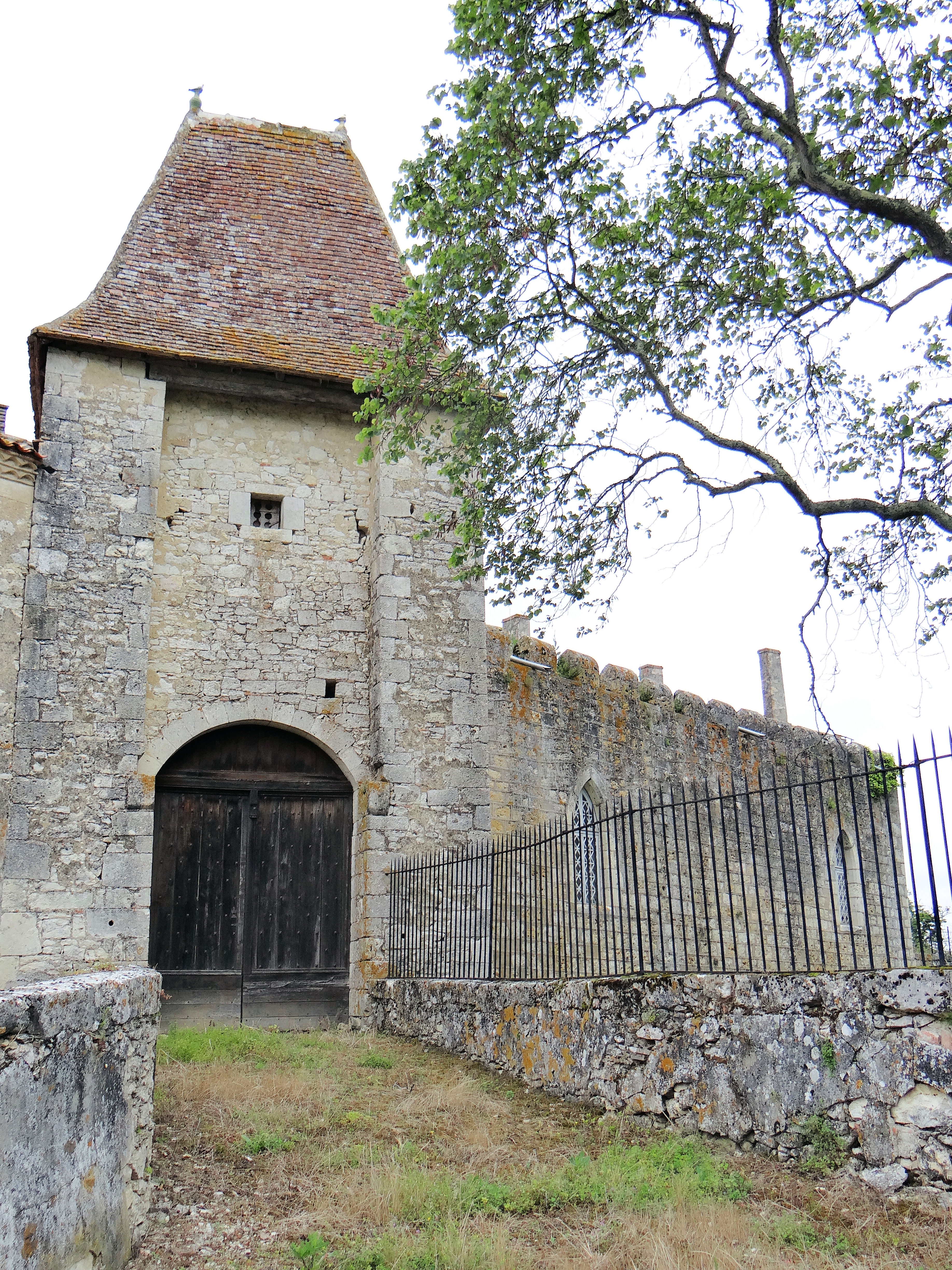
Замок Авансак
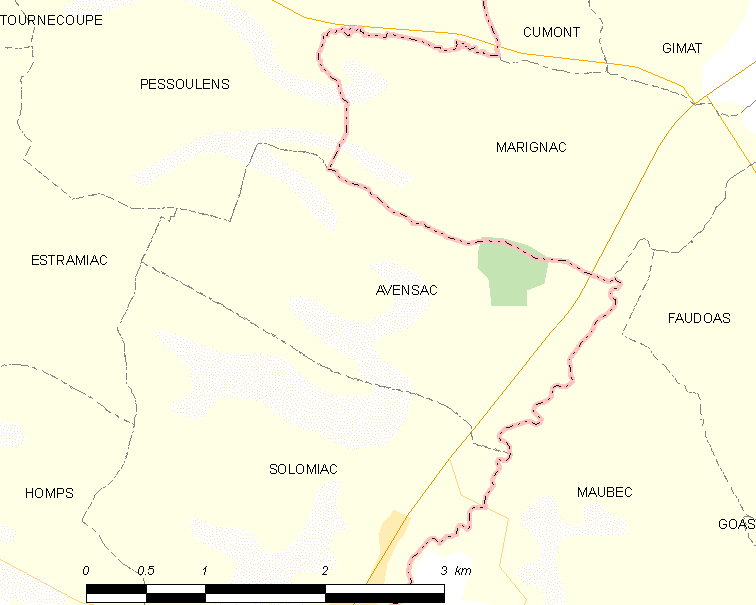
Карта коммуны